# 滋賀県道275号三川月ヶ瀬線
滋賀県道275号三川月ヶ瀬線（しがけんどう275ごう みかわつきがせせん）は、滋賀県長浜市を通る一般県道である。

## 概要
長浜市三川町から長浜市月ヶ瀬町に至る。
街中を通過するため、道幅は狭い。国道8号へは、いったん馬場高架橋の下を潜り南折れしてから結ばれている。

### 路線データ
- 起点：長浜市三川町（滋賀県道510号伊部近江線交点）
- 終点：長浜市月ヶ瀬町（国道8号交点）
- 総延長：3.4 km

## 路線状況

### 道路施設

#### 橋梁
- 三川寺橋（七縄川、長浜市）
- 本町橋（七縄川、長浜市）
- 月ヶ瀬橋（田川、長浜市）

## 地理

### 通過する自治体
- 長浜市

### 交差する道路
| 交差する道路                | 交差する場所 | 交差する場所 |
| --------------------------- | ------------ | ------------ |
| 滋賀県道510号伊部近江線     | 三川町       | 起点         |
| 滋賀県道263号丁野虎姫長浜線 | 大寺町       |              |
| 滋賀県道274号虎姫停車場線   | 大寺町       |              |
| 滋賀県道501号安養寺虎姫線.  | 月ヶ瀬町     |              |
| 国道8号                     | 月ヶ瀬町     | 終点         |

### 交差する鉄道
- 北陸本線

### 沿線
- 玉泉寺
- 光徳メッキ工業所
- エルナープリンテッドサーキット 本社・滋賀工場
- 榎神社
- JR西日本北陸本線 虎姫駅
- 大本木神社
- 菱琵テクノ
- 三菱ケミカルインフラテック 長浜事業所